# Dmitrij Ivanovič Bočarov
Dmitrij Ivanovič Bočarov (rusky Дмитрий Иванович Бочаров) (18. století? Ruské impérium - ?) byl ruský mořeplavec, průzkumník a navigátor v 18. století. Navigátor galeoty Tři světci. Spolu s Gerasimem Izmajlovem prozkoumával pobřeží Aljašky.

## Životopis

### Mládí a účast na Beňovského vzpouře
Místo a datum jeho narození není známo. Nedochovaly se ani informace o místě a datu jeho úmrtí. Studoval na irkutské nebo ochotské navigátorské škole, kde se stal nerozlučným společníkem svého spolužáka Gerasima Izmajlova. 
V roce 1771 se připletl v kamčatském Bolšerecku k nepokojům, které vyvolal uvězněný Móric Beňovský intervenovaný nedobrovolně na Kamčatce. Na rozdíl od svého druha Izmajlova není známo, jakou měrou se na nepokojích podílel. Je jisté, že se vzbouřenci odplul na galeotě Svatý Petr. Podle některých historiků byl Beňovským z Kamčatky odvlečen násilím, ale většina historiků se přiklání k názoru, že se ke vzbouřencům přidal dobrovolně a byl to právě on, kdo vymyslel plán na převzetí galeot kotvících v bolšereckém přístavu a s nimi plout kolem Afriky do Francie. Na cestě do Francie se vzbouřenci vydávali za Rakušany, Angličany i Holanďany, podle toho, jak to situace vyžadovala. Při zastávce v Macau zemřela Bočarova manželka Praskovaja Michajlovna. Bočarov se nakonec na lodí dostal až do Francie, kde žil více než rok. Po roce sám požádal o návrat do Ruska, protože toužil po službě v Ochotsku. Rusko jeho požadavkům vyhovělo, ale za jeho účast na nepokojích byl potrestán tím, že byl přidělen do vnitrozemského Irkutsku a nikoliv do přímořského Ochotsku.

### Objevování Aljašky

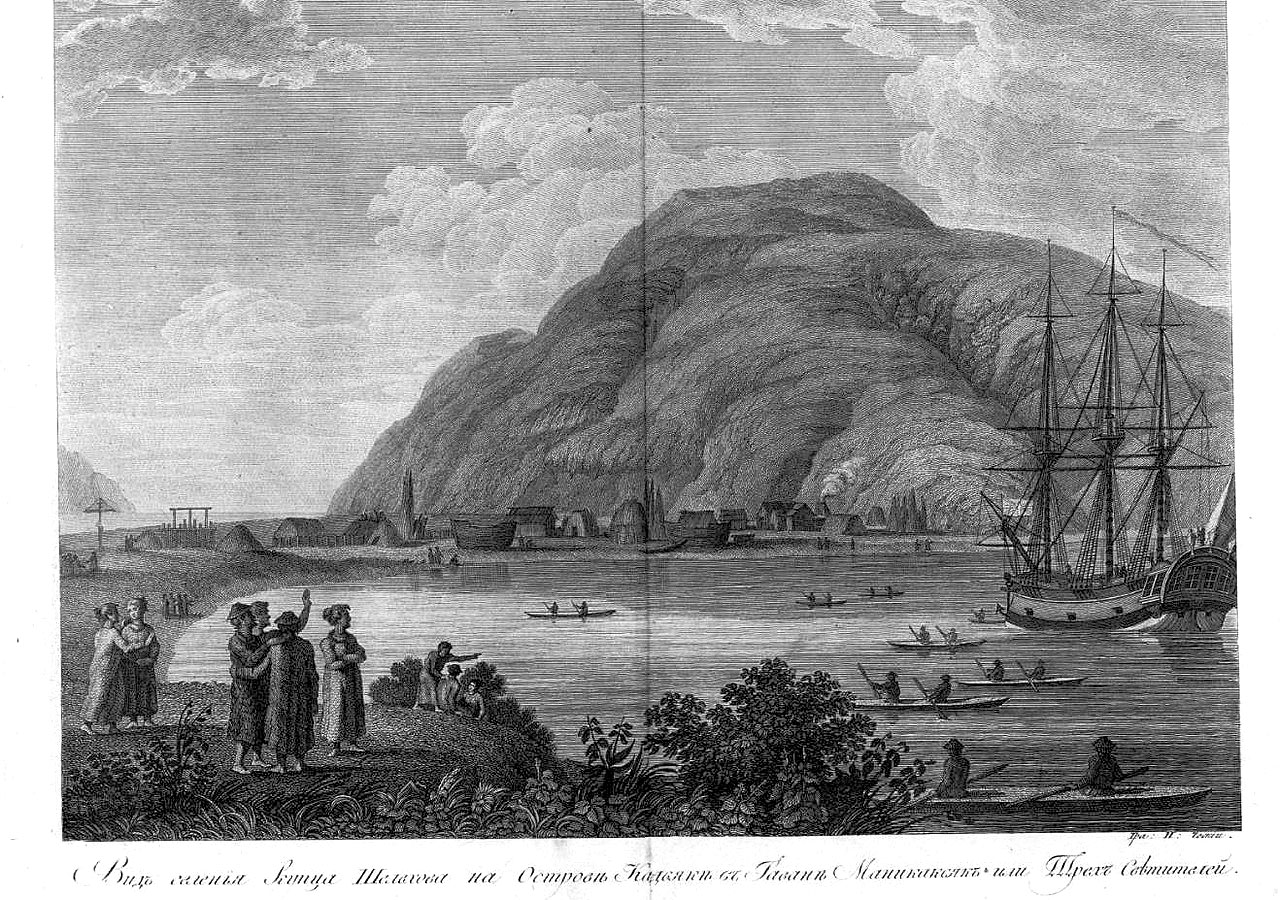
Ruská osada na ostrově Kodiak založená Šelechovem v době pobytu Bočarova.

V Irkutsku se mu služba nezamlouvala, přál si sloužit na moři a proto se o několik let později vydal na rybářské lodi se svými novými společníky Alinovem a Sidorovem k ostrovům bohatým na kožešinová zvířata. Na lodi s nimi poprvé také vyplul mladý obchodník Grigorij Šelechov, který o několik let později založil Ruskou severovýchodní společnost, která se později transformovala do Rusko-americké společnosti. V roce 1783 si již významný mořeplavec Grigorij Šelechov najal Bočarova jako kapitána galeoty Svatý Michal, na svou cestu k ostrovu Kodiak. Spolu s ním se na galeotě ve funkci navigátora plavil i jeho společník a přítel Gerasim Izmajlov. Během cesty na severní ostrovy společně objevili severní pevninské pobřeží Aljašského zálivu od poloostrova Kenaj až po Litujskou zátoku. V místě, kde kotvili a vystoupili na pevninu, zanechávali v zemi zakopané meděné desky s ruským emblémem a nápisem "Země ruského držení". Na cestě pořizovali podrobné záznamy z plavby i způsobu života domorodého obyvatelstva, které byly poprvé publikovány v roce 1792.
Roku 1790 velel galeotě Tři světci pod vedením Alexandra Andrejeviče Baranova. Při plavbě z Ochotského moře na Unalasku ztroskotali, ale podařilo se jim přežít díky podpoře domorodých Aleutů. Po přezimování na Unalasce si postavili dvě menší lodě a dokončili průzkum Aljašského poloostrova.
V roce 1792 na dvou aleutských člunech proplul do Bristolské zátoky a dokončil objevování severního pobřeží Aljašského poloostrova. Poté po souši přešel poloostrov, při čemž objevil velké jezero (později po něm pojmenované) a zjistil, že nejlepší spojnice mezi Bristolským zálivem a Šelechovovým průlivem je řeka Egegik. Na základě svých materiálů vytvořil podrobnou mapu aljašského poloostrova. Po této události se další informace o jeho životě nedochovaly. Není známo, kde a kdy zemřel

## Památky
- Bočarovo jezero (anglicky Becharof Lake) na Aljašce je pojmenováno na jeho počest.
- Bočarova národní rezervace na Aljašce

## Dmitrij Bočarov v umění
- Nikolaj Smirnov: Říše slunce (1928, Государство Солнца), dobrodružný historický román pro mládež, česky Albatros, Praha 1976